# Aktorione

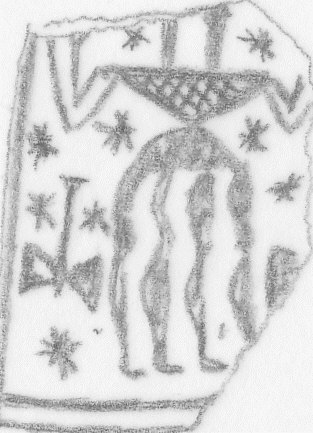
Gefäßfragment aus dem argivischen Heraion (letztes Drittel 8. Jh. v. Chr.) mit Aktorione-Darstellung (?)

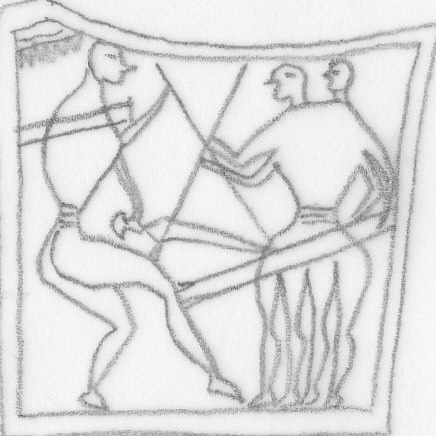
Boiotische Plattenfibel (kurz nach 700 v. Chr.) mit Kampf des Herakles gegen die Aktorione (?)

Aktorione (auch Molione, Molionen, Molioniden, Aktorione-Molione) sind halbgöttliche Zwillinge bzw. Doppelwesen aus der griechischen Mythologie namens Kteatos (altgriechisch Κτέατος Ktéatos) und Eurytos (Εὔρυτος Eúrytos).

## Mythos und literarische Überlieferung

### Herkunft und Name
Die Aktorione, die manchmal auch als Molione oder gar in einem Atemzug als Aktorione-Molione bezeichnet werden, sind Zwillinge der griechischen Mythologie, deren Sagen hauptsächlich in Boiotien, Attika und der Peloponnes verbreitet waren. Neben dem göttlichen Erzeuger Poseidon, hatten die Aktorione in anderer Überlieferung einen sterblichen Vater, Aktor, den Bruder des Königs Augias von Elis, nach dem sie benannt wurden. Ihre außerdem gebräuchliche Benennung als Molione soll von ihrer Mutter Molione oder Moliona herrühren. Kteatos und Eurytos sollen aus einem silbernen Ei geboren worden und einigen antiken Quellen zufolge (zum Beispiel Hesiod, Ibykos, Pherekydes) zusammengewachsen sein. Es ist außerdem überliefert, dass Kteatos und Eurytos verheiratet waren mit Theronike und Therophone und dass sie je einen Sohn hatten, nämlich Amphimachos und Thalpios.

### Mythische Begebenheiten
Aufgrund der in manchen Überlieferungen beschriebenen Vielgliedrigkeit (zwei Köpfe, vier Arme, vier Beine) und der halbgöttlichen Abkunft galten die Aktorione als unnahbar stark und (beinahe) unbesiegbar. Nestor erzählt zwar in einer Stelle der Ilias, der sogenannten Nestorie, er habe die Brüder einst in jungen Jahren, anlässlich eines Krieges zwischen Pylos und Elis, fast bezwungen, doch wurden sie noch rechtzeitig von ihrem Vater Poseidon vom Schlachtfeld entrückt. Bei den Leichenspielen zu Ehren des Königs Amarynkeus traf er im Wagenrennen wieder auf die Aktorione, und obwohl er in allen übrigen Disziplinen alle übertraf, konnte er nicht gegen die Söhne des Aktor gewinnen. Selbst einer der berühmtesten Heroen der griechischen Mythologie, Herakles, konnte die Aktorione nicht ohne Weiteres besiegen. Nachdem nämlich König Augeias dem Helden eine versprochene Belohnung für das Ausmisten seines Stalles versagt hatte, griff Herakles Elis an. Auf Seiten der Epeier, der Bewohner von Elis, kämpften – als Neffen des Augeias – auch Kteatos und Eurytos, die Herakles zurückschlugen und seinen Bruder Iphikles töteten. Dieser wollte sich rächen, lauerte den beiden drei Isthmiaden später auf dem Weg zu den Isthmischen Spielen bei Kleonai auf und tötete sie. An diesem Ort muss es offenbar zu Pausanias’ Zeiten (2. Jh. n. Chr.) noch ein Heiligtum und ein Grabmal der Aktorione gegeben haben, wo sie wahrscheinlich als dioskurenartiges, heroisches Brüderpaar verehrt wurden.

### Problematik der Gleichsetzung von Aktorione und Molione
Allerdings ergeben sich einige Schwierigkeiten und Ungereimtheiten aus der schriftlichen Überlieferung der Mythen, in denen die Aktorione oder die Molione vorkommen. Während in manchen Quellen die Zwillinge als natürlich gebildetes und eher positiv behaftetes Brüderpaar erscheinen, das heroisch verehrt wurde, werden sie an anderen Stellen als zusammengewachsen, vielgliedrig und gar monströs beschrieben. Es ist wohl zu vermuten, dass die Aktorione und die Molione ursprünglich zwei unterschiedliche Zwillingspaare waren: zum einen die dioskurenartig verehrten Brüder Kteatos und Eurytos, die Söhne des Poseidon, mit Kult in Kleonai und zum anderen ein monströser Zweileib, der von Herakles getötet wurde. Jedoch wurden bereits frühzeitig (Homer, Pindar) die Aktorione und die Molione miteinander verschmolzen.

## Darstellungen und archäologische Funde
Wie viele andere mythische Gestalten oder mythische Ereignisse tauchen auch die Aktorione in der griechischen Bildkunst auf. Neben einem nur schriftlich (durch Pausanias) überlieferten Beispiel aus Amyklai, dem Thron des Bathykles, auf dem Taten des Herakles und unter anderem auch die Tötung der Söhne des Aktor abgebildet gewesen sein sollen, gibt es einige archäologische Funde, sämtlich aus spät- und subgeometrischer Zeit, auf denen ungewöhnliche Doppelfiguren auftauchen, mit denen vielleicht die Aktorione bzw. mythische Szenen aus den Aktorione-Mythen gemeint sind. Dabei erschweren vor allem der oft fragmentarische Zustand der Objekte sowie Ungereimtheiten in Bezug auf die epischen Überlieferungen die Deutung auf die Aktorione. Die nur relativ kurzlebige Erscheinung solcher Doppelfigurdarstellungen in der griechischen Bildkunst und die oft genannte Experimentierfreudigkeit der geometrischen Künstler werden als häufigste Argumente gegen eine mythische Ausdeutung dieser Darstellungen vorgebracht und die Doppelfiguren als Lösung für ein perspektivisches Problem angesehen, nämlich die Darstellung zweier einzelner, hintereinander stehender Figuren (ein ähnliches Phänomen, wie es in jener Zeit oft bei Pferdegespannen auftaucht). Für die Deutung der Doppelfiguren auf die Aktorione spricht dagegen die Tatsache, dass es Aktorione-Darstellungen gegeben haben muss (wie auf dem amykläischen Thron), die auffällige Konzentration der relevanten Fundstücke auf Gebiete, die eng mit dem Mythos um die Aktorione verbunden sind und nicht zuletzt auch die vielen Gegenargumente, die wenig plausibel erscheinen (zum Beispiel Doppelfiguren als zwei einzelne, aus Platzmangel „zusammengequetschte“ Figuren).

## Liste der Objekte mit Doppelfigurdarstellungen
- Krater Louvre A 517 (attisch, spätgeometrisch Ia; Dipylon-Maler)
- Krater Louvre A 519 (attisch, spätgeometrisch Ia; Dipylon-Werkstatt)
- Krater(?)-Fragment aus National Museum Athen (attisch, spätgeometrisch Ia)
- Krater New York 14.130.15 (attisch, spätgeometrisch Ib; Hirschfeld-Maler)
- Krater(?)-Fragment aus Heraion von Argos (Athen, National-Museum; argivisch, spätgeometrisch II)
- Skyphos aus Peribolos des Apollon in Korinth (Museum Korinth 27.22.5; korinthisch, spätgeometrisch II)
- Oinochoe der Athener Agora (Grab G 12:12; Athen, Agora-Museum P 4885; attisch, spätgeometrisch IIa)
- Gefäßfragment von Sparta (Sparta, Archäologisches Museum; lakonisch, spätgeometrisch IIb (?))
- Kesselständer München (Staatliche Antikensammlungen 8936; attisch, frühprotoattisch)
- Intaglio auf Unterseite eines Bronzepferdes von Phigaleia (London, British Museum BM 1905.10-24.5; peloponnesisch, um 700 v. Chr.)
- Bronzefibel aus Idahöhle auf Kreta (Athen, Nationalmuseum 11765; boiotisch, subgeometrisch)
- Bronzefibel Heidelberg 65/8 (Archäologisches Institut der Universität Heidelberg; boiotisch, subgeometrisch)
- Bronzefibel Heidelberg 62/8 (boiotisch, subegeometrisch)
- Bronzefibel Heidelberg 62/6 (boiotisch, subgeometrisch)
- Silberfibel (Athen, National Museum 3697; boiotisch, subgeometrisch)